# Международная правосубъектность
Междунаро́дная правосубъе́ктность — способность субъекта международного права быть участником международных правоотношений, в частности, заключать и выполнять международные договоры.
Международная правосубъектность заключается в наличии соответствующих прав и обязанностей, установленных нормами международного права.

## Признаки международной правосубъектности
Официальное закрепление признаков международной правосубъектности отсутствует. В теории выделяют следующие формальные признаки правосубъектности:
- способность заявлять претензии по поводу нарушения международного права;
- способность заключать международные договоры;
- пользование привилегиями и иммунитетами в отношении национальных юрисдикций[1].

## Виды международной правосубъектности

### По основанию возникновения
- Первичная (государства) - на основании суверенитета;
- производная (международные организации - при указании в учредительных актах; нации и народы, которые борются за своё освобождение; государствоподобные образования - на основании международных договоров).

### По объёму правомочий
- Общая (государства);
- отраслевая (либо ограниченная в сравнении с государствами) - международные организации в различных отраслях международного права;
- специальная (отдельные отношения в рамках конкретной отрасли)[2].

## Содержание и оформление правосубъектности
Правосубъектность первичных и вторичных субъектов международного права отличается. Так для государств правосубъектность является универсальной, они владеют ей в полном объёме с момента их создания. Нации и народы, которые борются за своё самоопределение, вправе претендовать на признание их субъектами международного права только при соблюдении определенных условий. Сама по себе международная правосубъектность не вытекает автоматически из реализации их права на самоопределение, закреплённого в Уставе ООН.
Правосубъектность международной межправительственной организации ограничена учредительным документом этой организации. Таким образом, их международная правосубъектность носит функциональный характер, поскольку ограничена целями и задачами международной организации, закреплёнными в её учредительных документах.